# Enrico Terragnoli
Enrico Terragnoli (Verona, 18 ottobre 1962) è un musicista italiano.
Personaggio noto per le molteplici attività musicali sia in ambito jazz che in contaminazioni di generi.  Nella sua carriera ha formato numerosi progetti artistici. Ha suonato in oltre settanta album.

## Biografia
Dopo aver conseguito la licenza di Teoria Musicale al Conservatorio Dall'Abaco di Verona inizia l'attività jazzistica fondando con Stefano Benini e Sbibu, nel 1986, il Tu Whit Tu Whoo Trio che poi pubblicherà quattro dischi: Tu Whit Tu Whoo (1989), Gradini di Duva (1990), L'Ombra (1994), Ascriptum (2000) ed anche colonne sonore di lavori teatrali come per Locale e T.A.V. di Duilio Del Prete.
Nel 1987 entra a far parte della formazione NAD (Neu Abdominaux Dangereux), con la quale vince il concorso "Indipendenti 1987" indetto dalla rivista Fare Musica. Il gruppo pubblica, Ghosts (1989), disco che si avvale della presenza di numerosi ospiti italiani e stranieri (tra i quali Riccardo Bianchi, Denardo Coleman, Fred Frith, Zamir Ahmad Khan, Elliott Sharp, Christian Marclay, Zeena Parkins, Sonny Sharrock, Umbi Maggi ed Henry Kaiser) e che entra a far parte della selezione Mille dischi per un secolo di Enrico Merlin (2012, ediz. Il Saggiatore).
Nel 1991 partecipa al progetto University Jazz Project (con Ernst Reijseger, Tony Oxley, Martin Mayes, Cristina Mazza, Beppe Castellani, Gianni Sabbioni, Sbibu) che pubblica il disco Live In Verona.
Nel 1993 inizia la sua collaborazione con il batterista Zeno De Rossi; i due, insieme al bassista Gianni Sabbioni, registrano il disco Cagliostro. Sempre con Zeno De Rossi e con il sassofonista Francesco Bearzatti, fonda il trio "Kaiser Lupowitz" che darà alle stampe due CD: "Dommage!" (ospite: Kurt Rosenwinkel) e "You Don't!" (1998, ospiti: Briggan Krauss e Josh Roseman)
Dal finire degli anni '90 partecipa a vari festival Jazz italiani ed europei tra cui l'Umbria Jazz, Torino Jazz, Auditorium Parco Della Musica, Clusone Jazz, Crossroads, San Vito Jazz, Udine Jazz, JazzMi, Pescara Jazz, Jazz a Vienne (Francia), Bansko International Jazz Fest (Bulgaria)
Negli anni 2000 fonda, con Sbibu e il bassista Teo Ederle, il trio free-prog Garlic e, successivamente, con Ederle e Nelide Bandello il gruppo "Reggaedoompa". Si dedica alla scrittura di musiche per gli spettacoli di danza contemporanea, in Italia e all'estero, della compagnia Ersiliadanza di Laura Corradi. Scrive per la casa editrice Demetra/Giunti il manuale "Chitarra Elettrica".
Ricopre poi il ruolo di bassista nel gruppo di fado portoghese Feira Lusa con Claudia Bidoli, Thomas Sinigaglia, Claudio Moro e, in alcuni concerti, con Marco Poeta. Nel ruolo di banjoista si unisce a Claudia Bidoli, Roberto Lanciai e Fabio Basile per formare il quartetto Kinder Klezmer.
Nel 2005 è tra i fondatori del collettivo/etichetta El Gallo Rojo con il quale condividerà un percorso artistico e ideale per oltre un decennio con cui pubblica album in vari progetti paralleli. 
Partecipa inoltre a diversi progetti esterni al collettivo tra cui: con Mauro Ottolini in Sousaphonix, Enzo Carpentieri (Circular E-Motion), Helga Plankensteiner (Plankton), Vanessa Tagliabue Yorke (Contradanza), Alessia Obino (Cordas), Patrizia Laquidara (Stories), Gabriele Mitelli (O.N.G. Crash), Franco D'Andrea Octet
Del 2018 la pubblicazione dell'album ominomo dei Wozzdèt, trio elettronico/ambient che comprende anche Nicola Salerno (ex RADAR, Neu Abdominaux Dangereux), Sbibu.
Nello stesso anno, alla guida del progetto E.R.Z., pubblica il CD Minesweeper (Caligola Records, 2246) con Rosa Brunello al contrabbasso e Zeno De Rossi alla batteria dove è autore di tutti i brani.

## Discografia

### con i Tu Whit Tu Whoo Trio
- 1989 - Tu Whit Tu Whoo (Il Posto Records, IPR 1114)
- 1990 - Gradini di Duva (Index, CDAC 0060)
- 1994 - L'ombra (MAP, CD 0302)
- 2000 - Ascriptum (Scatola sonora, SSCD 015)

### con i Neu Abdominaux Dangereux
- 1989 - Ghosts (Rose Rosse)

### con University Jazz Project
- 1991 - Live in Verona (Artis, ARCD 020) con Martin Mayes, Cristina Mazza, Beppe Castellani, *Ernst Reijeseger, Tony Oxley, Gianni Sabbioni, Sbibu Sguazzabia

### con il progetto Rains
- 1994 - Sibyl (MAP) con Beppe Castellani, Giorgio Signoretti, Sbibu, Gianni Sabbioni, Riccardo Biancoli
- 1999 - Apokalyptische stadt (Mellow records, MMP 400)
- 2008 - U47 (Vibra Records) con Beppe Castellani, Giorgio Signoretti, Sbibu

### The Kaiser Lupowitz Trio
- 1997 - Dommage! feat. Kurt Rosenwinkel
- 1998 - You Don't!  feat. Briggan Krauss, Jay Rodriguez, Joshua Roseman

### con i Garlic
- 1999 - Garlic (Lao Tsu) con: Teo Ederle, Sbibu Sguazzabia
- 2001 - L'enigma della trottola (Mellow records) con: Teo Ederle, Sbibu Sguazzabia

### con il progetto Cagliostro
- 1994 - Cagliostro (Le Parc) con : Gianni Sabbioni, Zeno De Rossi

### con i Farabrutto
- 2004 -Farabrutto, Alzare la voce (Freecom) con Luca Zevio, Niccolò Sorgato, Sbibu

### con il progetto Full Metal Klezmer
- 2005 - Shacor (El gallo rojo, 314-2) con Fabio Basile ,Giorgio Pacorig, Gianni Gebbia, Zeno de Rossi, Vincenzo Vasi, Chris Speed, Roberto Lanciai, Claudia Bidoli

### con Stefano Benini
- 2006 - L'isola dei bottoni (Splash, 983-2)

### con il Kinder Klezmer Quartet
- 2014 - Bulbes (D.P.) con Claudia Bidoli, Roberto Lanciai, Fabio Basile

### con il progetto Reggaedoompa
- 2015 - Reggaedoompa (D.P.) con Teo Ederle, Nelide Bandello

### con il progetto Wozzdèt?
- 2018 - Wozzdèt? (Kutmusic), con Nicola Salerno e Sbibu Sguazzabia.

### come E.R.Z.
- 2018 - Minesweeper (Caligola, 2246)

### Album editi dal El gallo Rojo

#### come Enrico Terragnoli Orchestra Vertical
- 2005 - L'Anniversaire (El gallo rojo, 314-4)

#### con Franco Dal Monego
- 2012 - 9 Code (Puntorojo, 0052-9)

#### con il progetto Rollerball
- 2008 - La clinica del rasoio (El gallo rojo, 314-18) con Piero Bittolo Bon, Beppe Scardino, Danilo Gallo, Massimiliano

Sorrentini, Giorgio Signoretti
- 2013 - Post Amen (El gallo rojo, 314-60)

#### con il progetto Houdini's Cage
- 2008 - Memories of a Barber (El gallo rojo, 314-22) con Francesco Bigoni, Greg Cohen, Zeno de Rossi

#### con il progetto The Humans
- 2011 - It's Nine o'Clock (El gallo rojo, 314-45) con Silvia Donati, Simone Massaron, Danilo Gallo, Massimiliano Sorrentini

#### con il progetto The Leaping Fish Trio
- 2012 - Sankofa (El gallo rojo, 314-58) con Paolo Botti, Zeno De Rossi

#### con il collettivo El Gallo Rojo
- 2013 - El dia de los muertos (El gallo rojo, 314-50)

### Partecipazione ad album di altri artisti
- 1991 - Stefano Benini, Fluteprints (Splash)
- 1992 - Beppe Castellani, Rains (Tirreno)
- 1994 - Cristina Mazza / Lorena Fontana, Lanxatura (1994 - Map)
- 1994 - Stefano Belluzzi, Sono note inutili? (1994 - Wea, 4509 95745 2)
- 1994 - Alberto Nacci, Kaos (MAP, LJ CD 10.107)
- 1994 - Kaiser Lupowitz, Dommage! (General Records
- 1995 - Stefano Benini/Nicola Stilo, Flute connection (Splash, CDH 436-2)
- 1995 - Nicola Nicolis, I filosofi pigri (FAC 1055)
- 1996 - Stefano Belluzzi, Sono rosso di nascita (Wea)
- 1996 - Alberto Nacci, Passing (1996 - Splash, CD H 480.2)
- 2002 - Kaiser Lupowitz, You don't! (Stereo Supremo)
- 2002 - Feira Lusa, Barco negro (D.P.)
- 2003 - Andrea Tarozzi, Blues for Elis (Splash, H787)
- 2003 - Francesco Bearzatti - Bizart trio, Virus (Auand, AU9002)
- 2004 - Francesco Bearzatti - Bizart trio, Hope (Auand, AU9007)
- 2004 - Carlo Ceriani, My generation (Splash, CDH 922.2)
- 2005 - Zeno De Rossi - Sultry, Plunge (El gallo rojo, 314-6)
- 2005 - Meshuge Klezmer Band, Treyf (El gallo rojo, 314-1)
- 2006 - Danilo Gallo, Todo Chueco (El gallo rojo, 314-5)
- 2006 - Stefano Benini Quartet, Groovin' flute (Azzurra Music)
- 2006 - Mickey Finn, Dudek! (2006 - El gallo rojo, 314-10)
- 2007 - Zeno De Rossi Shtik, Me'or 'einaym (El gallo rojo, 314-12)
- 2007 - Stefano Senni - Saul Bass, Psychocandy (El gallo rojo, 314-16)
- 2009 - Mickey Finn + Cuong Vu, Gagarin (El gallo rojo, 314-24)
- 2009 - Mauro Ottolini, Sousaphonix (CAM, CAMJ 7821-2)
- 2009 - Gallo & the Roosters, Exploding note theory (El gallo rojo, 315-25)
- 2010 - Zeno De Rossi - Shtik, The Manne i love (El gallo rojo, 314-40)
- 2011 - Enzo Carpentieri - Circular e-motion, Everywere is here (Zerozerojazz, 00J-3)
- 2012 - Nelide Bandello - Leibniz, Optime/fragile (Puntorojo, 0052-14)
- 2012 - Mauro Ottolini, Bix factor (Parco della Musica, MPR041CD)
- 2012 - Norbert Dalsass - Chacmools, The Trio (Caligola)
- 2013 - Rollerball, Post Amen (El gallo rojo, 314-60) con Piero Bittolo Bon, Beppe Scardino, Danilo Gallo, Massimiliano Sorrentini
- 2014 - Nelide Bandello, Bar Tritolo (El gallo rojo, 314-64)
- 2014 - Stefano Senni, Eraserheads (El gallo rojo, 314-65)
- 2016 - Francesco Bearzatti, Tinissima special edition (Casa del Jazz, CdJ5_15)
- 2013 - Helga Plankensteiner, Plankton (Jazzwerkstatt, JW141)
- 2015 - Sam Most & The Italian Friends (Azzurra Music)
- 2015 - Paolo Botti, The Lomax tapes (Musicajazz, MJCD 1292)
- 2016 - Alessia Obino - Corda(s), Deep changes (Caligola, 2211)
- 2015 - Mauro Ottolini, Musica per una societa' senza pensieri (Parco della Musica)
- 2015 - Vanessa Tagliabue Yorke, Contradanza (Abeat Records, ABJZ548)
- 2017 - Gabriele Mitelli, O.N.G. Crash (2017 - Parco Della Musica Records, MPR 85CD)
- 2018 - Helga Plankensteiner - Plankton, Lieder/Songs (Jazzwerkstatt)
- 2016 - Mauro Ottolini, Buster Kluster (Azzurra Music, DBP 1032)
- 2017 - Mauro Ottolini, Tenco, come ti vedono gli altri (Azzurra Music)
- 2018 - Franco D'Andrea Octet, Intervals 1 (Parco Della Musica Records, MPR 91CD)
- 2018 - Franco D'Andrea Octet, Intervals 2 (Parco Della Musica Records, MPR 97CD)

### partecipazioni a compilation
- 1990 - Dedicato a John Lennon (Il Posto Records, IPR 1118/1119)
- 1990 - New Age from Italy (Index, 0040)
- 1994 - Quando... (WEA) chitarra e arrangiamenti per il brano "Ho capito che ti amo" Tributo a Luigi Tenco

## Trasmissioni radio/televisive
- Rai 2: partecipazione a tre edizioni del Premio Tenco (Stefano Belluzzi, 1994 - Marco Giacomozzi, 1999 – Farabrutto, 2005)[29][30][31]
- Radio 3 Suite (2011): concerto dei Rollerball a Novara Jazz[32]
- Radio 3 “Battiti” (2012): ospite in studio con il Leaping Fish Trio[33]
- Radio 24 "Voi siete qui Live" (2014): trasmissione in diretta con Mauro Ottolini Sousaphonix[34]
- Radio 3 Suite (2015): concerto dei Sousaphonix di Mauro Ottolini al Torino Jazz Festival[35]
- Radio 3 "Piazza Verdi" (2015): trasmissione in diretta con Mauro Ottolini Sousaphonix[36]
- Radio 3 Suite (2016): concerto dei Leaping Fish & Fabrizio Puglisi al Parma Jazz Frontiere[37]
- Radio 3 Suite (2017): concerto di Gabriele Mitelli O.N.G. + Ken Vandermark al San Vito Jazz Festival[38]

## Pubblicazioni
- Enrico Terragnoli, Chitarra elettrica: manuale di base, Demetra, 1997.